# Linia kolejowa Krustpils – Dyneburg
Linia kolejowa Krustpils – Dyneburg – linia kolejowa na Łotwie łącząca Krustpils i Dyneburg. Część linii Ryga - Dyneburg.
Linia na całej długości jest niezelektryfikowana i jednotorowa. Biegnie wzdłuż Dźwiny.

## Historia
Linia powstała w XIX w. jako część Kolei Rysko-Dyneburskiej (przedłużonej później do Witebska). Początkowo leżała w Imperium Rosyjskim, w latach 1918 - 1940 na Łotwie, następnie w Związku Sowieckim (1940 - 1991). Od 1991 ponownie znajduje się w granicach niepodległej Łotwy.